# Amy B. Jordan
Amy B. Jordan es una astrónoma estadounidense y descubridora de planetas menores que trabaja en la Universidad de Colorado.

## Carrera profesional
En 2002 formó parte del equipo que descubrió (95625) 2002 GX32, un objeto resonante del cinturón de Kuiper en el Observatorio Interamericano de Cerro Tololo, Chile. También co-descubrió dos asteroides del cinturón principal. En 2005, fue asistente de enseñanza en el Programa de Ciencias de Verano de la Universidad de Caltech, que enseña astronomía a estudiantes de secundaria utilizando un plan de estudios basado en la observación y el cálculo de las órbitas de los asteroides.

### Lista de planetas menores descubiertos
| Nombre              | Fecha              | Codescubridores     |
| ------------------- | ------------------ | ------------------- |
| (95625) 2002 GX32   | 8 de abril de 2002 | M. Buie y J. Elliot |
| (543956) 2014 QQ387 | 1 de abril de 2003 | M. Buie             |
| (545187) 2011 BR93  | 1 de abril de 2003 | M. Buie             |

## Publicaciones
- Chiang, EI, Jordan, AB, (2002). Sobre los plutinos y twotinos del cinturón de Kuiper.[3]
- Chiang, EI, Jordan, AB, Millis, RL et al. (2003). Ocupación de resonancia en el cinturón de Kuiper: ejemplos de casos de resonancias 5:2 y troyanas.[4]